# 郡山西郵便局
郡山西郵便局（こおりやまにしゆうびんきょく）は福島県郡山市にある郵便局。民営化前の分類では集配普通郵便局であった（現在は集配機能を廃止）。

## 概要
住所：〒963-0201 福島県郡山市大槻町字前畑43

## 沿革
- 1874年（明治7年）12月16日 - 大槻郵便取扱所として開設[1]。
- 1875年（明治8年）1月1日 - 大槻郵便局（五等）となる。
- 1885年（明治18年）8月1日 - 貯金取扱を開始。
- 1899年（明治32年）3月16日 - 為替取扱を開始。
- 1972年（昭和47年）3月22日 - 電話交換および和文電報配達業務を、郡山電報電話局に移管[2]。
- 1989年（平成元年）7月10日 - 郡山市大槻町字三角田から郡山市大槻町字前畑の現在地に移転し、郡山西郵便局に改称。
- 1989年（平成元年）9月11日 - 片平郵便局および多田野郵便局から集配業務を移管されるとともに、特定郵便局から普通郵便局に局種別改定。
- 1998年（平成10年）9月1日 - 外国通貨の両替および旅行小切手の売買に関する業務取扱を開始。
- 2007年（平成19年）10月1日 - 民営化に伴い、併設された郵便事業郡山西支店に一部業務を移管。
- 2012年（平成24年）10月1日 - 日本郵便株式会社発足に伴い、郵便事業郡山西支店を郡山西郵便局に統合。
- 2018年（平成30年）3月5日 - 集配業務を郡山郵便局に移管、無集配局となる[3]。

## 取扱内容
- 郵便、印紙、ゆうパック、内容証明
- 貯金、為替、振替、振込、国際送金、国債、投資信託
- 生命保険、バイク自賠責保険、自動車保険、がん保険、引受条件緩和型医療保険
- ゆうちょ銀行ATM

## 周辺
- 陸上自衛隊郡山駐屯地
- 福島県立郡山高等学校
- 福島県立聴覚支援学校
- 郡山市立大槻中学校
- 郡山ザベリオ学園幼稚園・小学校・中学校
- 国道4号（あさか野バイパス）

## アクセス
- 福島交通バス 自衛隊停留所、もしくは郡山ザベリオ学園停留所下車
- 東北自動車道 郡山ICから南西へ約4km、郡山南ICから北へ約5km
- 新さくら通り沿い
- 駐車場あり：28台